# Joomla! Day
O Joomla!Day é um evento sem fins lucrativos organizado de forma colaborativa pelas comunidades locais. O evento é encorajado pelo time principal do Joomla! Project e o objetivo é estimular o desenvolvimento de comunidades mais fortes e organizadas. É uma oportunidade para troca de experiências, networking e aprendizado das boas práticas do Joomla!.

## Joomla!Day Brasil
- O primeiro Joomla!Day Brasil foi organizado em 2007 na cidade de São Paulo e contou com 75 participantes;
- 2008 sediado em São Paulo - SP com 170 participantes;
- 2009 sediado no Rio de Janeiro - RJ com 200 participantes;
- 2010 sediado em Brasília - DF com 260 participantes;
- 2011 sediado em Florianópolis - SC com 320 participantes;
- 2012 sediado em Belo Horizonte - MG com aproximadamente 170 participantes;
- 2013 sediado em Belém - PA com aproximadamente 50 participantes;
- 2014 sediado em São Paulo - SP com aproximadamente 250 participantes;
- 2015 sediado em Brasília - DF com aproximadamente 1000 participantes;
- 2016: a definir

## Joomla!Day Regional
Alguns grupos de usuários (JUG) realizaram eventos locais em suas cidades e/ou estados. Como é o caso de 
- Belém/PA
- Brasília/DF
- Palmas/TO
- Rio de Janeiro/RJ
- Salvador/BA (21 e 22 de abril de 2016)
- São Paulo/SP

Além disso, já foram organizados dois eventos em  Ribeirão Preto/SP, sem vínculo com a JUG/SP. 

## Joomla!Day Bahia
Está sendo organizado pelo JUG Baiano e acontecerá nos dias 21 e 22 de abril de 2016 na Faculdade Visconde de Cairú, nos Barris em Salvador.
Este evento está sendo preparado para 300 pessoas. Contará com palestrantes de renome do cenário nacional. Mais informações no site do evento: https://jdayba.com.br/

## Joomla!Day São Paulo
Contou com uma edição em 2013, onde reuniu aproximadamente 230 participantes.
A segunda edição foi em 2015, organizada pela JUG SP, reunindo em torno de 60 pessoas no centro de São Paulo.

## Joomla!Day Brasília
Realizado desde 2010, as atividades ocorreram por três anos dentro da programação oficial do CONSEGI - Congresso Internacional de Software Livre e Governo Eletrônico envolvendo 300 participantes em cada edição.
Houve outras duas edições realizadas no âmbito acadêmico, sendo em 2013 na Faculdade Projeção e em 2015 em parceria com a UnB - Universidade de Brasília.

## Joomla!Day Ribeirão Preto (J!Day Pinguim)
Organizado pela primeira vez em 2012 em Ribeirão_Preto na Universidade_de_Ribeirão_Preto nos dias 11 e 12 Maio/2012.
O segundo evento realizado na Universidade de Ribeirão Preto nos dias 20 e 21 de Março de 2015.